# Re-ac-tor
Re-ac-tor är ett musikalbum av Neil Young & Crazy Horse, utgivet i oktober 1981. Det fick generellt dålig kritik och nådde som bäst 27:e plats på Billboardlistan. Young använder sig på albumet för första gången av synclavier, vilket han skulle återkomma till på flera senare album, däribland Trans (1982) och Landing on Water (1986).

## Låtlista
Samtliga låtar skrivna av Neil Young.
1. "Opera Star" - 3:36
2. "Surfer Joe and Moe the Sleaze" - 4:21
3. "T-Bone" - 9:21
4. "Get Back on It" - 2:19
5. "Southern Pacific" - 4:14
6. "Motor City" - 3:14
7. "Rapid Transit" - 4:41
8. "Shots" - 7:45

## Medverkande
- Neil Young - gitarr, munspel, sång
- Ralph Molina - trummor, sång
- Frank "Poncho" Sampedro - gitarr, sång
- Billy Talbot - bas, sång
- Larry Cragg - gitarr